# Liste von Sakralbauten im Landkreis Saarlouis
Die Liste von Sakralbauten im Landkreis Saarlouis listet alle Kirchen, Kapellen und sonstigen Sakralbauten im westsaarländischen Landkreis Saarlouis auf. Der Landkreis Saarlouis ist traditionell sehr stark römisch-katholisch geprägt. Es gibt nur vereinzelte evangelische Kirchen.

## Liste
| Bild | Inneres | Name                                      | Kon- fession | Gemeinde/Ortsteil                                     | Bauzeit          | Anmerkungen / Baustil |
| ---- | ------- | ----------------------------------------- | ------------ | ----------------------------------------------------- | ---------------- | --- |
|      |         | St. Ludwig                                | röm.-kath.   | Saarlouis (Standort)                                  | 1970             | Architekt: Gottfried Böhm; repräsentative Stadtpfarrkirche im Stil des Brutalismus in einer Tradition mit der Architektur der Wallfahrtskirche Neviges; neogotische Turmfassade der Vorgängerkirche von 1866 |
|      |         | St. Petrus Canisius                       | röm.-kath.   | Saarlouis (Standort)                                  | 1901             | Neuromanisches Kirchengebäude; heute Nutzung durch die Priesterbruderschaft St. Petrus für Heilige Messen im Alten Ritus.                                                                                    |
|      |         | Evangelische Kirche                       | ev.          | Saarlouis (Standort)                                  | 1906             | |
|      |         | Mariä Himmelfahrt                         | röm.-kath.   | Saarlouis/Roden (Standort)                            | 1901/ 1949       | Mit neugotischem Kern von 1901, im Zweiten Weltkrieg nahezu zerstört und 1949 stark verändert wiederaufgebaut                                                                                                |
|      |         | Christkönig                               | röm.-kath.   | Saarlouis/Roden (Standort)                            | 1968             | Kirchengebäude im Stil des Brutalismus; 2015 profaniert und zum Kindergarten umgebaut. |
|      |         | Heilige Dreifaltigkeit                    | röm.-kath.   | Saarlouis/Fraulautern (Standort)                      | 1954             | Link-Orgel aus dem Jahr 2001 |
|      |         | St. Josef                                 | röm.-kath.   | Saarlouis/Fraulautern (Ortslage Kreuzberg) (Standort) | 1963             | |
|      |         | St. Johannes                              | röm.-kath.   | Saarlouis/Steinrausch (Standort)                      | 1984             | |
|      |         | Freie evangelische Gemeinde               | frei-ev.     | Saarlouis/Steinrausch (Standort)                      | ~ 1970           | |
|      |         | St. Crispinus und Crispinianus            | röm.-kath.   | Saarlouis/Lisdorf (Standort)                          | 1764/1929        | (Neu-)Barocke Pfarrkirche (1929 erweitert); repräsentative Mayer-Orgel von 1987 |
|      |         | St. Medardus                              | röm.-kath.   | Saarlouis/Neuforweiler (Standort)                     | 1866             | Neoromanisches Kirchengebäude |
|      |         | St. Marien                                | röm.-kath.   | Saarlouis/Picard (Standort)                           | 1948             | Filialkirche |
|      |         | St. Peter und Paul                        | röm.-kath.   | Saarlouis/Beaumarais (Standort)                       | 1847             | Saalkirche |
|      |         | St. Peter                                 | röm.-kath.   | Bous (Saar) (Standort)                                | 1892/ ~ 1950     | Ursprünglich neugotische Pfarrkirche; während der Wiederaufbauten nach dem Zweiten Weltkrieg erweitert. |
|      |         | Evangelische Kirche                       | ev.          | Bous (Saar) (Standort)                                | 1913             | |
|      |         | Redemptoristenkloster Heiligenborn        | röm.-kath.   | Bous (Saar) (Standort)                                | 1952             | 2009 aufgegeben und Kirche profaniert. |
|      |         | Heilig Sakrament                          | röm.-kath.   | Dillingen (Saar) (Standort)                           | 1913             | Repräsentative neoromanische Basilika; aufgrund seiner repräsentativen Größe im Volksmund „Saardom“ genannt; Architekt: Peter Marx                                                                           |
|      |         | St. Johann                                | röm.-kath.   | Dillingen (Saar) (Standort)                           | 1845             | Klassizistische Saalkirche; bis zum Bau des Saardoms katholische Hauptpfarrkirche der Stadt |
|      |         | Evangelische Kirche                       | ev.          | Dillingen (Saar) (Standort)                           | 1969             | Kirchengebäude im Stil des Brutalismus |
|      |         | Neuapostolische Kirche                    | neuap.       | Dillingen (Saar) (Standort)                           | ????             | |
|      |         | St. Maximin und Vierzehn Nothelfer        | röm.-kath.   | Dillingen (Saar)/Diefflen (Standort)                  | 1894             | Neugotisches Kirchengebäude |
|      |         | Maria Trost                               | röm.-kath.   | Dillingen (Saar)/Pachten (Standort)                   | 1963             | |
|      |         | St. Josef und St. Wendelin                | röm.-kath.   | Dillingen (Saar)/Diefflen (Standort)                  | 1900/ 1950       | Neugotisches Kirchengebäude; nach dem Zweiten Weltkrieg verändert wiederaufgebaut |
|      |         | St. Marien                                | röm.-kath.   | Ensdorf (Saar) (Standort)                             | 1868             | Neoromanisches Kirchengebäude |
|      |         | Heilige Dreifaltigkeit und St. Marien     | röm.-kath.   | Lebach (Standort)                                     | 1883             | Neugotisches Kirchengebäude; 1968 Erneuerung des Turmobergeschosses samt Spitze |
|      |         | St. Michael                               | röm.-kath.   | Lebach (Standort)                                     | 1938/ 1950       | Ehemaliger Pferdestall; um 1950 zur Kirche ausgebaut; heute als Schulkirche genutzt |
|      |         | Evangelische Kirche                       | ev.          | Lebach (Standort)                                     | 1907             | |
|      |         | St. Maternus                              | röm.-kath.   | Lebach/Aschbach (Standort)                            | 1950             | |
|      |         | St. Alban                                 | röm.-kath.   | Lebach/Thalexweiler (Standort)                        | 1784/ 1968       | Romanischer Kirchturm von 1470; Kirchenschiff 1968 durch einen Anbau erweitert. |
|      |         | St. Aloysius                              | röm.-kath.   | Lebach/Steinbach (Standort)                           | 1916/ 1952       | Neubarockes Kirchengebäude; Turm aus dem Jahr 1953 |
|      |         | Maria Königin und St. Michael             | röm.-kath.   | Lebach/Dörsdorf (Standort)                            | 1964             | Filialkirche von St. Aloysius Steinbach |
|      |         | Herz Jesu                                 | röm.-kath.   | Lebach/Gresaubach (Standort)                          | 1910/ 1961       | Zeischiffiges neugotisches Kirchengebäude; 1961 Erweiterung um zwei Joche |
|      |         | St. Antonius                              | röm.-kath.   | Lebach/Niedersaubach (Standort)                       | 1910             | Neoromanische Filialkirche |
|      |         | St. Donatus                               | röm.-kath.   | Lebach/Landsweiler (Standort)                         | 1953             | Kirchturm aus dem Jahr 1961 |
|      |         | St. Petrus von Mailand                    | röm.-kath.   | Lebach/Eidenborn (Standort)                           | 1964             | Filialkirche |
|      |         | St. Joseph                                | röm.-kath.   | Lebach/Falscheid (Standort)                           | 1937             | Filialkirche |
|      |         | St. Peter und Paul                        | röm.-kath.   | Nalbach (Standort)                                    | 1767/ 1892/ 1927 | 1892 Erweiterung um ein Querschiff durch Wilhelm Hector; 1927 Rückbau des Querschiffes und gleichzeitige erneute Werweiterung durch Becker & Falkowski                                                       |
|      |         | St. Johannes der Täufer                   | röm.-kath.   | Nalbach/Piesbach (Standort)                           | 1924             | |
|      |         | St. Michael                               | röm.-kath.   | Nalbach/Körprich (Standort)                           | 1926             | |
|      |         | Alte Michaelskapelle                      | röm.-kath.   | Nalbach/Körprich (Standort)                           | ????             | Vorgängerkirche und einst Filiale von St. Peter und Paul Nalbach; bis heute als Kapelle genutzt |
|      |         | Herz Jesu                                 | röm.-kath.   | Nalbach/Bilsdorf (Standort)                           | 1951             | |
|      |         | St. Nikolaus                              | röm.-kath.   | Rehlingen-Siersburg/Rehlingen (Standort)              | 1972             | |
|      |         | St. Martin                                | röm.-kath.   | Rehlingen-Siersburg/Siersburg (Standort)              | 1916             | Neubarocke Pfarrkirche |
|      |         | Kapelle St. Willibrord                    | röm.-kath.   | Rehlingen-Siersburg/Siersburg (Standort)              | ~ 15. Jh.        | Ursprüngliche Pfarrkirche des Ortes; spätgotisches Gewölbe |
|      |         | St. Konrad                                | röm.-kath.   | Rehlingen-Siersburg/Hemmersdorf (Standort)            | 1936             | |
|      |         | St. Nikolaus                              | röm.-kath.   | Rehlingen-Siersburg/Hemmersdorf (Standort)            | 1936             | Filialkirche von St. Konrad; Kirchturm aus dem Jahr 1867 |
|      |         | St. Rufus                                 | röm.-kath.   | Rehlingen-Siersburg/Niedaltdorf (Standort)            | 1873             | Neugotisches Kirchengebäude |
|      |         | St. Mauritius und St. Barbara             | röm.-kath.   | Rehlingen-Siersburg/Fremersdorf (Standort)            | 1913             | Neoromanisches Kirchengebäude; Klais-Orgel aus dem Jahr 1999 |
|      |         | Kreuzerhöhung                             | röm.-kath.   | Rehlingen-Siersburg/Gerlfangen (Standort)             | 1966             | Kirchturm der Vorgängerkirche |
|      |         | St. Margareta                             | röm.-kath.   | Rehlingen-Siersburg/Eimersdorf (Standort)             | 1900             | Neugotische Filialkirche |
|      |         | Maria Hilfe der Christen                  | röm.-kath.   | Rehlingen-Siersburg/Fürweiler (Standort)              | 1921             | Neoromanische Filialkirche |
|      |         | St. Antonius                              | röm.-kath.   | Rehlingen-Siersburg/Oberesch (Standort)               | 1971             | Filialkirche im Stil des Brutalismus |
|      |         | St. Heinrich                              | röm.-kath.   | Rehlingen-Siersburg/Biringen (Standort)               | 19. Jh./ 1950    | 1950 Umbau und Erweiterung einer älteren Saalkirche |
|      |         | St. Blasius und Martinus                  | röm.-kath.   | Saarwellingen (Standort)                              | 1900             | Neugotische Pfarrkirche |
|      |         | St. Pius X.                               | röm.-kath.   | Saarwellingen (Standort)                              | 1960             | 2019 profaniert; 2020 abgerissen |
|      |         | Neuapostolische Kirche                    | neuap.       | Saarwellingen (Standort)                              |                  | |
|      |         | St. Bartholomäus                          | röm.-kath.   | Saarwellingen/Schwarzenholz (Standort)                | 1915             | Neugotische Pfarrkirche |
|      |         | St. Marien                                | röm.-kath.   | Saarwellingen/Reisbach (Saarwellingen) (Standort)     | 1887             | Neugotische Pfarrkirche; Klais-Orgel aus dem Jahr 1900 |
|      |         | St. Stephanus                             | röm.-kath.   | Schmelz (Ortslage Bettingen) (Standort)               | 1961             | |
|      |         | St. Marien                                | röm.-kath.   | Schmelz (Ortslage Außen) (Standort)                   | 1934             | Repräsentative Mayer-Orgel aus dem Jahr 1999 |
|      |         | Neuapostolische Kirche                    | neuap.       | Schmelz (Ortslage Außen) (Standort)                   | ????             | |
|      |         | St. Josef und St. Theresia vom Kinde Jesu | röm.-kath.   | Schmelz/Schattertriesch (Standort)                    | 1965             | Filialkirche; Konrad-Mühleisen-Orgel aus dem Jahr 1993 |
|      |         | Zur Schmerzhaften Muttergottes            | röm.-kath.   | Schmelz/Michelbach (Standort)                         | 1933             | Mayer-Orgel aus dem Jahr 1998 |
|      |         | St. Willibrord                            | röm.-kath.   | Schmelz/Limbach (Standort)                            | 1907             | Neugotische Pfarrkirche |
|      |         | Alte Kirche St. Willibrord                | röm.-kath.   | Schmelz/Limbach (Standort)                            | 1750             | Barocke Saalkirche mit romanischem Turm (um 1200); 1912 zum Gemeindesaal umgebaut |
|      |         | St. Josef                                 | röm.-kath.   | Schmelz/Dorf im Bohnental (Standort)                  | 1957             | Filialkirche |
|      |         | Kreuzerhöhung                             | röm.-kath.   | Schmelz/Hüttersdorf (Standort)                        | 1958             | |
|      |         | Maria Königin                             | röm.-kath.   | Schmelz/Primsweiler (Standort)                        | 1963             | Filialkirche; Kirchturm 2017 abgerissen |
|      |         | St. Martin                                | röm.-kath.   | Schwalbach (Saar) (Standort)                          | 1907             | Neogotische Pfarrkirche; große viermanualige Orgel der Firma Ernst Seifert (Bergisch Gladbach) |
|      |         | Herz Jesu                                 | röm.-kath.   | Schwalbach (Saar) (Ortslage Griesborn) (Standort)     | 1953             | |
|      |         | Evangelische Kirche                       | ev.          | Schwalbach (Saar) (Standort)                          | ~ 1970           | |
|      |         | St. Laurentius                            | röm.-kath.   | Schwalbach (Saar)/Hülzweiler (Standort)               | 1909             | Repräsentative neubarocke Pfarrkirche; Beckerath-Orgel aus dem Jahr 1981 |
|      |         | St. Josef                                 | röm.-kath.   | Schwalbach (Saar)/Elm (Ortslage Derlen) (Standort)    | 1904             | Neugotische Pfarrkirche; Architekt: Peter Marx. Der Innenraum wurde 2019 renoviert und farblich im Vergleich zum nebenstehenden Foto verändert und aufgehellt.                                               |
|      |         | Mariä Himmelfahrt                         | röm.-kath.   | Schwalbach (Saar)/Elm (Ortslage Sprengen) (Standort)  | 1950             | Filialkirche |
|      |         | St. Bonifatius                            | röm.-kath.   | Überherrn (Standort)                                  | 1929             | Expressionistisches Kirchengebäude; große Orgel der Firma Haerpfer-Erman aus dem Jahr 1953 |
|      |         | St. Monika                                | röm.-kath.   | Überherrn (Ortslage Wohnstadt) (Standort)             | 1983             | |
|      |         | Evangelisches Gemeindezentrum             | ev.          | Überherrn (Standort)                                  | 2012             | Ehemalige Post; 2012 zum Gemeindezentrum umgebaut. |
|      |         | St. Peter                                 | röm.-kath.   | Überherrn/Bisten (Standort)                           | 1788             | Barocke Saalkirche |
|      |         | St. Martin                                | röm.-kath.   | Überherrn/Berus (Standort)                            | 1750             | Barocke Saalkirche mit romanischem Kirchturm |
|      |         | St. Matthias                              | röm.-kath.   | Überherrn/Altforweiler (Standort)                     | 1936             | Expressionistisches Kirchengebäude mit repräsentativer Doppelturmfassade; Architekt: Peter Marx |
|      |         | St. Nikolaus                              | röm.-kath.   | Überherrn/Felsberg (Standort)                         | 1901             | Neugotisches Kirchengebäude |
|      |         | Mariä Heimsuchung                         | röm.-kath.   | Wadgassen (Standort)                                  | 1882             | Noromanisches Kirchengebäude; große Haepfer-&-Erman-Orgel von 1961 |
|      |         | Herz Jesu                                 | röm.-kath.   | Wadgassen/Hostenbach (Standort)                       | 1923/ 1955/ 1964 | 1955 Bau des Kirchturms; 1964 Erweiterung der Kirche um ein neues Querhaus und einen Chorraum |
|      |         | Zu den Heiligen Schutzengeln              | röm.-kath.   | Wadgassen/Schaffhausen (Saar) (Standort)              | 1934/ 1954       | 1954 Bau des Kirchturms |
|      |         | Evangelische Kirche                       | ev.          | Wadgassen/Schaffhausen (Saar) (Standort)              | 1907             | |
|      |         | St. Antonius                              | röm.-kath.   | Wadgassen/Werbeln (Standort)                          | 1912             | |
|      |         | St. Gangolf                               | röm.-kath.   | Wadgassen/Differten (Standort)                        | 1893             | Neugotisches Kirchengebäude |
|      |         | St. Franziskus                            | röm.-kath.   | Wadgassen/Friedrichweiler (Standort)                  | 1926             | Neubarocke Filialkirche; Konrad-Mühleisen-Orgel von 1995 |
|      |         | St. Katharina                             | röm.-kath.   | Wallerfangen (Standort)                               | 1863             | Neugotische Pfarrkirche |
|      |         | Kapelle St. Nikolaus                      | röm.-kath.   | Wallerfangen (Standort)                               | 1885             | Klinikkirche des St. Nikolaus-Hospitals mit neoromanischer Innenausstattung |
|      |         | Kapelle St. Michael                       | röm.-kath.   | Wallerfangen (Standort)                               | 1965             | Zeltförmiges Kirchengebäude; Hauskapelle des Hauses Sonnental |
|      |         | Neuapostolische Kirche                    | neuap.       | Wallerfangen (Standort)                               | 1892             | Ehemalige Synagoge |
|      |         | St. Salvator                              | röm.-kath.   | Wallerfangen/St. Barbara (Standort)                   | 1954             | Filialkirche |
|      |         | St. Andreas                               | röm.-kath.   | Wallerfangen/Gisingen (Standort)                      | 1960             | Filialkirche |
|      |         | Maria Königin                             | röm.-kath.   | Wallerfangen/Rammelfangen (Standort)                  | 1960             | Filialkirche |
|      |         | St. Hubertus                              | röm.-kath.   | Wallerfangen/Ihn (Standort)                           | 1732/ 1836       | Saalkirche |
|      |         | St. Remigius                              | röm.-kath.   | Wallerfangen/Leidingen (Standort)                     | 1742             | Saalkirche |
|      |         | St. Margaretha                            | röm.-kath.   | Wallerfangen/Bedersdorf (Standort)                    | 1732/ 1776       | Saalkirche |
|      |         | St. Martin                                | röm.-kath.   | Wallerfangen/Ittersdorf (Standort)                    | 1828/ 1928       | Neubau der Kirche unter Einbezug des alten Kirchengebäudes. Architekt: Peter Marx |
|      |         | Unsere Liebe Frau von Lourdes             | röm.-kath.   | Wallerfangen/Düren (Standort)                         | 1886             | Neugotische Filialkirche bzw. Schlosskapelle; Architekt: Carl Friedrich Müller |
|      |         | St. Jakobus der Ältere und St. Wendelin   | röm.-kath.   | Wallerfangen/Kerlingen (Standort)                     | 1930/ 1950       | Filialkirche; 1950 großzügig um Querschiff und Chorraum sowie einen Turm erweitert. |
|      |         | Kapelle Zur Lieben Frau                   | röm.-kath.   | Wallerfangen/Oberlimberg (Standort)                   | 1959             | Filialkirche bzw. Kapelle; 2019 profaniert. |